# 法蘭西的芮內
法蘭西的芮內（法語：Renée de France，1510年10月25日—1574年6月12日），費拉拉公爵夫人，法國國王路易十二的女兒。

## 家庭
1528年，芮內與費拉拉公爵阿方索一世之子埃爾科萊結婚，兩人共有2子3女：
1. 安娜（英语：Anna d'Este）（1531年—1607年）
2. 阿方索（1533年—1597年）
3. 盧克蕾齊亞（英语：Lucrezia d'Este (1535–1598)）（1535年—1598年）
4. 艾蕾諾拉（英语：Eleonora d'Este (1537–1581)）（1537年—1581年）
5. 路易吉（英语：Luigi d'Este）（1538年—1586年）